# باریس
باریس یک روستا در ایران است که در دهستان مشگین شرقی واقع شده‌است. باریس ۱۳۱ نفر جمعیت دارد.